# Volgo-Balt
Die Fluss-Seeschiffe der Serie Volgo-Balt (russisch Волго-Балт), manchmal auch Volgobalt oder Wolgo-Balt, sind fluss- und kanalgängige Küstenmotorschiffe.

## Geschichte
Hergestellt wurde die Serie ab 1967 bis in die Mitte der 1980er Jahre. Der Grundtyp wurde von der Werft Krasnoje Sormowo in Gorki erstellt, die von 1967 bis 1970 etwa 20 Schiffe des Typs baute. Den Hauptteil der Serie lieferte die Werft Zavody Tazkeho Strojarstva in der damals tschechoslowakischen Stadt Komárno unter den Typbezeichnungen MNL 2700 und RMNL 2700 (Projekt 2-95AR) ab. Mit insgesamt rund 180 gebauten Einheiten zählt der Typ zu den erfolgreichsten Entwürfen dieser Art.
Die einzelnen Schiffe unterscheiden sich, je nach Variante, durch kleinere Unterschiede in der Schiffsgröße, die Ausrüstung mit verschiedenen Motorenbaumustern und anderen Besonderheiten, mit denen sie auf den jeweiligen Einsatz abgestimmt wurden. Die Namensgebung der Западное пароходство (Sapadnoe parachodstwo, englisch Western River Shipping Company) in Kaliningrad war schlicht, alle Schiffe erhielten den Namen Волго-Балт (englisch Volgo-Balt), gefolgt von einer Zahl. Darüber hinaus entstanden in Komárno auch eine Reihe von Bauten des Typs für andere Reedereien, die zum Teil abweichende Namen erhielten.
Eingesetzt werden die Schiffe vorwiegend auf kombinierten Binnen- und Küstendiensten der kleinen Fahrt. In Nordeuropa wurden die Volgobalts meist im Ostseeraum genutzt, teilweise aber auch bis in die Nordseehäfen. Die Nutzung wurde dabei durch die Limitierung auf Fahrten bei geringeren Windstärken und bestimmten Höchstabständen zur Küste eingeschränkt. Das führte insbesondere in den 1970er bis 1990er Jahren in einigen Nordseeflussmündungen bei entsprechenden Schlechtwetterlagen zu häufig auch größeren Flotten von Windliegern dieses Typs.

### Schiffsverluste
Ein Schiff der Serie, die 1977 als Geroi Tripolya (IMO-Nr. 8826254) gebaute Vera, sank am 31. Januar 2012 gegen 19:30 Uhr vor Ereğli im Schwarzen Meer. Das Schiff war auf einer Reise nach Izmir mit einer Ladung Schrott bei Ereğli vor Anker gegangen, um Schutz vor Schlechtwetter zu suchen. Durch verrutschte Ladung begann das Schiff schnell Wasser zu nehmen und sank schließlich, bevor Hilfskräfte vor Ort waren. Von den elf Besatzungsmitgliedern (zehn Ukrainer und ein Georgier) überlebten nur drei (andere Quelle vier) Personen. Der Rest gilt als vermisst.
Am 25. November 2009 sank die 1969 als Volgo-Balt 110 gebaute Beryl (IMO-Nr. 8858764) vor Anker liegend nach eine Kollision im dichten Nebel mit der 1969 als Volgo-Balt 112 gebauten Santa Victoria - (IMO-Nr. 8857693) im Asowschen Meer in der Nähe der Stadt Primorsko-Achtarsk. Die Beryl hatte als Fracht Weizen 3045 Tonnen geladen. Der Aufprall erfolgte genau auf Höhe der Schottenwand, so fluteten 2 von 3 Sektionen. Die Beryl ankerte 2,4 km westlich der empfohlenen Route N53, während die Santa Victoria auf der empfohlenen Route zur Straße von Kertsch fuhr. Alle Besatzungsmitglieder wurden gerettet.
Am 4. Dezember 2012 sank die Volgo-Balt 199 (IMO-Nr. 8850279) in einem Sturm im Schwarzen Meer nordöstlich von Istanbul. Drei der zwölf Besatzungsmitglieder wurden gerettet.
In der Nacht auf den 1. Februar 2018 sank die 1974 als Volgo-Balt 185 gebaute Berg (IMO-Nr. 8896039) in flachem Wasser vor Feodosia und liegt seit dem halb versunken an der Küste. Alle Besatzungsmitglieder wurden gerettet.
Am 7. Januar 2019 sank die Volgo-Balt 214 (IMO-Nr. 8841644) im Schwarzen Meer vor der türkischen Küste bei Samsun infolge strukturellen Versagens des Schiffsrumpfs. Das Schiff befand sich mit Kohle auf dem Weg von Asow in Russland nach Samsun, als der Rumpf in schwerer See brach und das Schiff in der Folge sank. Von den 13 Seeleuten, die sich an Bord befanden, konnten sich sieben in ein Rettungsboot flüchten.
Am 26. September 2019 brannte die 1977 gebaute Volgo-Balt 205 (IMO-Nr. 8230338) auf der Wolga auf Höhe Togliatti vollständig aus. Alle Besatzungsmitglieder wurden gerettet.
Zu einem weiteren Verlust eines Schiffs des Typs kam es am 17. Januar 2021, als die als Volgo-Balt 189 gebaute Arvin (IMO-Nr. 8874316) im Schwarzen Meer vor dem türkischen Küstenort Bartın sank. Das Schiff, das sich auf der Reise von Poti in Georgien nach Burgas in Bulgarien befand, hatte dort Schutz vor schlechtem Wetter gesucht und geankert, als der Schiffsrumpf im Seegang brach und das Schiff sank. An Bord befanden sich zwölf Besatzungsmitglieder. Sechs Seeleute wurden gerettet und drei Leichen geborgen. Drei weitere Seeleute wurden vermisst.
Am 11. März 2021 ging die Volgo-Balt 179 (IMO-Nr. 8231019) im Schwarzen Meer rund 70 Seemeilen vor Constanța in Rumänien verloren. Das Schiff befand sich mit einer Ladung Kohle vom Rostow am Don auf dem Weg nach Constanța, als es in schwerer See in Seenot geriet und sank. An Bord befanden sich 13 Seeleute, von denen zwei bei dem Unglück ums Leben kamen, ein dritter Seemann wird vermisst.

## Technik
Angetrieben werden die Schiffe der Baureihe von zwei Viertakt-Dieselmotoren. In der Serie wurden Motorbaumuster verschiedener Hersteller verbaut. Die Schiffe der Krasnoje-Sormowo-Werft wurden mit je zwei Exemplaren des Typs 6NVD48A-2U des Herstellers VEB Schwermaschinenbau „Karl Liebknecht“ mit zusammen 971 kW bestückt, der Hauptteil der Werft Zavody Tazkeho Strojarstva erhielt je zwei Škoda-Motoren des Typs 6L275IIPN, die 1030 kW leisteten, später verwendete die Werft den gleich starken Typ 6L275A2 desselben Herstellers.
Die Rümpfe wurden in Sektionsbauweise zusammengefügt. Die Schiffe besitzen weit achtern angeordnete feste Aufbauten ohne Hubbrücke. Die Schiffe verfügen über vier Laderäume mit 4720 m3 Getreiderauminhalt und vier Luken. Die Schiffe wurden ohne Ladegeschirr abgeliefert.